# Alex Van Halen

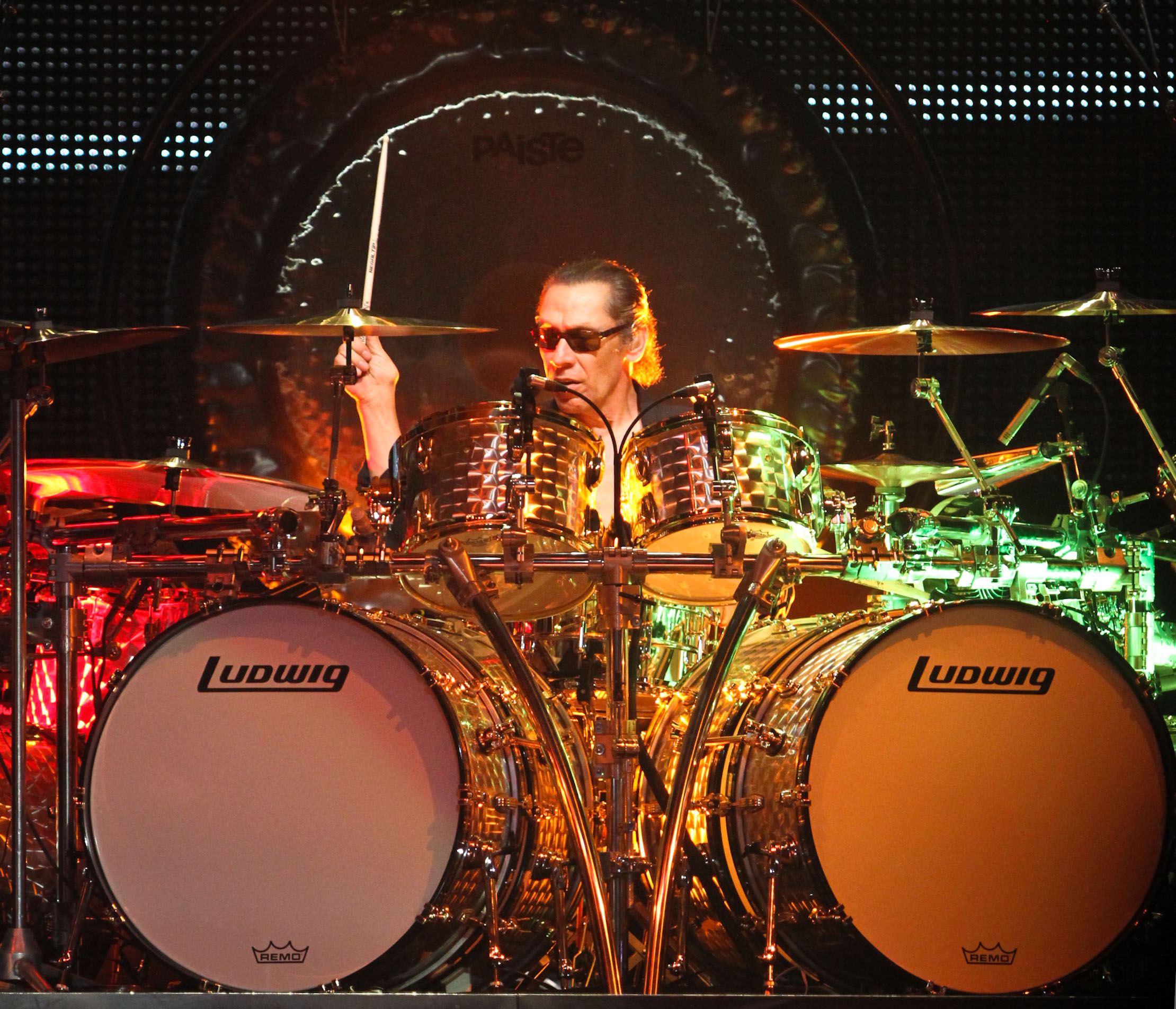
Alex Van Halen, 2012

Alexander Arthur „Alex“ Van Halen (* 8. Mai 1953 in Amsterdam) ist ein niederländisch-US-amerikanischer Schlagzeuger, Perkussionist und Gründungsmitglied der Rockband Van Halen.

## Leben
Alexander „Alex“ Van Halen wuchs zusammen mit seinem jüngeren Bruder Edward „Eddie“ Van Halen im Hause der Eltern Jan und Eugenia Van Halen in Nijmegen auf und kam schon früh mit dem Jazz in Berührung, da der Vater Jazzklarinettist war. Die Brüder erhielten klassischen Klavierunterricht und erlernten klassische Komposition. 1962 wanderten die Eltern mit den Söhnen in die USA nach Pasadena aus. Alex Van Halen lernte dort zunächst Gitarre spielen. Schon bald verlor er an diesem Instrument das Interesse. Dafür hatte er Spaß daran, auf dem Schlagzeug seines jüngeren Bruders Eddie zu spielen, und letztendlich tauschten die Brüder die Instrumente.
1971 schloss Alex Van Halen die High School in Pasadena ab und besuchte danach das Pasadena City College, wo er unter anderem Kurse in Musiktheorie und Arrangement belegte. Seit 2000 ist er in dritter Ehe mit Stine Schyberg verheiratet. Das Paar hat zwei Kinder. Sein Neffe ist der Bassist Wolfgang Van Halen.

## Karriere
Alex Van Halen gründete 1972 zusammen mit seinem gitarrespielenden Bruder, dem Bassisten Michael Anthony und dem Sänger David Lee Roth in Pasadena die Hardrock-Band Van Halen, in der er bis zur Auflösung nach dem Tod von Eddie Van Halen 2020 spielte. Innerhalb dieser Formation ein von der Musikkritik beachteter Schlagzeuger, betätigte er sich auch professionell als Pianist: das Instrumentalstück Respect the Wind auf dem Soundtrack des Films Twister (1996) war Alex Van Halens erste Veröffentlichung außerhalb eines Van-Halen-Albums.

## Bedeutung als Schlagzeuger
Alex Van Halen gilt als Musiker, der viele jüngere Schlagzeuger geprägt hat. Als besonders einflussreiche Stücke von ihm gelten Ain’t Talkin’ ’Bout Love, Ice Cream Man, House of Pain, Hot for Teacher und Jump. Der Rolling Stone listete ihn 2016 auf Rang 51 der 100 größten Schlagzeuger aller Zeiten. Er unternahm bis heute keine Soloprojekte und lehnte Angebote anderer Bands ab.

## Filmauftritte
Im Film Robocop hatte Alex Van Halen 1987 einen kleinen Auftritt. Daneben hatte er in der Show von Howard Stern Auftritte in drei Episoden. Darüber hinaus ist er in mehreren Videodokumentationen über die Band Van Halen zu sehen, spricht eine Rolle in dem Computerspiel Guitar Hero: Van Halen und ist im TV-Special der MTV Video Music Awards 1992 zu sehen.

## Trivia
Seine ehemalige Frau, Kelly Van Halen, nutzte ihren Ehenamen als Markennamen für ihr Designbusiness. In einem Rechtsstreit, den Alex Van Halen gemeinsam mit seinem Bruder führte, erreichte die Band einen Vergleich: Kelly Van Halen verpflichtete sich, den Namen nicht für Produkte aus dem Bereich Musik zu verwenden.